# Haplodina
Haplodina es un género de hongos liquenizados en la familia Roccellaceae.